# منوچهر یگانه دوست
منوچهر یگانه دوست (زاده ۱۳۱۹ تهران _ درگذشته ۲۳ فروردین ۱۳۹۷) عکاس ایرانی بود. یگانه دوست طی دوران عکاسی توانست از خطوط ریلی راه‌آهن در کشور، چهره دولتمردان وقت، تهیه گزارش‌های تصویری و عکس خبری از مراسم‌های دولتی، حج تمتع و آیین‌ها و مناسک این مراسم به ویژه کوچه بنی هاشم و … نماهایی زیبا و عکس‌هایی موفق را ثبت کند. یگانه دوست امکان ثبت عکس‌هایی از تهران قدیم را هم داشته و افزون بر آن از سدهای تهران عکس‌های زیادی گرفته‌است. او تجربه عکاسی هوایی و دریایی هم دارد. از کرانه ارس تا سواحل خلیج فارس را هم در قاب‌هایش ثبت کرده‌است.

## زندگی‌نامه
منوچهر یگانه‌دوست متولد فروردین ماه سال ۱۳۱۹ که عکاسی خود را از سال ۱۳۳۵ و از لابراتوار محمود پاکزاد آغاز کرد و همزمان عکاسی را تجربه و چندی بعد در خبرگزاری پارس (ج.ا. ا) مشغول به کار شد. او همچنین سابقه همکاری با روزنامه اطلاعات و روزنامه کیهان را در کارنامه کاری خود داشته‌است. وی در طول سال‌ها عکاسی، توانست در بسیاری از موقعیت‌ها حضور یافته و ثبت‌هایی موفق را به نام خود در سوابقش ثبت کند.از شاخص‌ترین کارهای او می‌توان به عکس کوچه بنی‌هاشم در شهر مکّه اشاره کرد که در قالب مجموعه عکس‌های حج این عکاس توسط واحد سمعی و بصری سازمان حج و زیارت خریداری و در آبان ماه سال ۱۳۸۹ در نگارخانه چیلیک با عنوان «خانه خدا» به نمایش گذاشته شده‌است.نمایشگاه «خانه خدا» حاصل دو دهه عکسبرداری از مکه، شهر مدینه و اطراف آن است. وی در این مجموعه عکس‌ها سعی کرده، روایتگر علاقه مردم به خانه خدا باشد.یگانه دوست امکان ثبت عکس‌هایی از تهران قدیم را هم داشته‌است. او تجربه عکاسی هوایی و دریایی هم دارد. از کرانه ارس تا سواحل خلیج فارس را هم در قاب‌هایش ثبت کرده‌است.عکس‌هایی از تهران قدیم، عکسبرداری از سدهای تهران (به سفارش سازمان برنامه و بودجه سابق)، عکس‌های هوایی، زمینی و دریایی از کرانه‌های ارس تا سواحل خلیج فارس (حاصل ۱۰ سال فعالیت در سازمان بندرها و کشتیرانی) و عکس‌های خبری و عمرانی و ورزشی از جمله فعالیت‌های وی است.
از این عکاس مشهور عکس پیت‌های حلبی که در جریان انقلاب برای گرفتن نفت توسط مردم با طناب، زنجیره وار به هم بسته شده‌است و شادی مردم پس از فرار شاه از ایران از شهرت بالایی برخوردار است.

## افتخارات
دریافت لوح تقدیر از انجمن عکاسان مطبوعات ایران به عنوان عکاس انقلاب در سی امین سالگرد انقلاب اسلامی

## درگذشت
منوچهر یگانه‌دوست، عکاس پیش‌کسوت مطبوعات صبح روز پنجشنبه ۲۳ فروردین در سن ۷۹ سالگی درگذشت.